# Vera Molnár
Pour les articles homonymes, voir Molnár et Mollenard.
Cet article possède un paronyme, voir Véra Norman.
Vera Molnár, née Veronica Gács le 5 janvier 1924 à Budapest et morte le 7 décembre 2023 à Paris,, est une artiste plasticienne française d’origine hongroise.
Proche de l'abstraction géométrique, elle est considérée comme une précurseure de l'art numérique et de l'art algorithmique. Dans sa carrière artistique, elle utilise une grande diversité de matériaux et de supports, elle dessine, colle, peint, conçoit des sculptures, programme, photographie, réalise des installations, des estampes et des livres d’artiste.

## Biographie
Veronica Gács est née le 5 janvier 1924 à Budapest. Elle s'intéresse à la peinture à l'âge de 12 ans, en observant un oncle s'y adonner, comme peintre du dimanche. De 1942 à 1947, Vera Molnár étudie à l’école des beaux-arts de Budapest. À partir de 1946, elle évolue vers l'abstraction avec une série de dessins intitulée Arbres et collines géométriques.
Après avoir obtenu son diplôme de professeure d'histoire de l'art et d'esthétique, elle se rend à Rome à la Villa Médicis puis à Paris en 1947, avec François Molnár (1922-1993), un compagnon d'études qu'elle  épouse en 1948,,.
Sympathisante communiste, elle rompt avec cette idéologie en 1949, après l'exécution du ministre hongrois László Rajk.
Elle découvre à Paris les œuvres de Fernand Léger ou de Le Corbusier, ainsi que les peintres abstraits du début du xxe siècle qui l'amènent à s'intéresser au minimalisme et à la géométrisation. Elle travaille avec François Molnár jusqu'en 1960, lorsque celui-ci délaisse sa pratique picturale pour assurer la direction d’un laboratoire de recherche au CNRS.
Elle fait la connaissance de Victor  Vasarely et de Julio Le Parc, qui mettent en œuvre les prémices de l’art optique et cinétique. En 1960, Vera Molnár participe à la constitution du Centre de Recherche d'art visuel (qui devient plus tard le GRAV - Groupe de recherche d'Art visuel), avec notamment, Julio Le Parc, François Morellet, Yvaral ou encore Horacio García Rossi,. Cependant, elle se tient à distance de ces nouvelles mouvances artistiques pour développer une peinture « systématique » et établir les fondements de ce que Serge Lemoine appelle le « minimalisme à française »[réf. nécessaire].

## Œuvre artistique
Sa pratique picturale peut être assimilée au courant de l’abstraction géométrique, qui se développe en Europe au cours des années 1950. Sa peinture est marquée par un vocabulaire élémentaire constitué par la ligne, le cercle, le carré ou encore le méandre et se base sur l'utilisation de séries, permutations ou rotations de lignes et formes géométriques simples,. Elle déclare être particulièrement intéressée par le carré, le rectangle et la ligne. Elle les aborde via des techniques diverses : dessin, peinture, ordinateur, collage ou fils tendus... Elle utilise aussi l'écriture manuscrite comme base de création : la sienne, celle d’Albrecht Dürer, sa signature, la lettre « M »... À partir de 1981, elle utilise la correspondance avec sa mère, restée en Hongrie, pour créer des formes abstraites basées sur son écriture retranscrite avec l'aide de l'ordinateur,.
Sa pratique trouve son origine chez Piet Mondrian, Kasimir Malevitch ou encore le mouvement zurichois d'art concret. Parmi ceux qui l’ont marquée, figurent Albrecht Dürer, Paul Cézanne, Claude Monet et Paul Klee.
Véra Molnár fait la connaissance de Jesús-Rafael Soto dans le courant des années 1950, puis, en 1957, de François Morellet, avec lequel elle restera très liée. Attirés par une géométrie systématique, tous deux intègrent les héritages respectifs du Bauhaus, du mouvement De Stijl, des constructivistes russes et polonais[réf. nécessaire].
Durant cette période, Vera Molnár refuse de jouer le jeu des codes de la reconnaissance artistique auprès des galeries comme des institutions. L’absence de « publicité » faite à l’artiste retarde considérablement sa reconnaissance auprès du public, au profit de l’école américaine[réf. nécessaire].
Véra Molnár met au point en 1959 la « Machine imaginaire », qui l’amène à inventer des programmes simples (de simples idées), qu’elle met en œuvre de manière méthodique pour réaliser ses travaux, étape par étape, de façon systématique, comme si elle le faisait avec une machine. Pour cela, elle écrit des programmes simples et élabore des séries de transformations de formes selon des directives précises et par la fixation d'interdits.
En 1967, Véra Molnár cofonde le Groupe Art et Informatique à l’Institut d’esthétique et des sciences de l’art.
À partir de 1968, elle devient l’une des pionnières de l’utilisation de l’ordinateur dans la création artistique,, un outil qui, selon ses termes, lui permet de « se libérer d’un héritage classique sclérosé » tout en conservant la pleine maîtrise de ses compositions. Elle met au point avec François Molnár, en 1976, le programme  Molnart , « un programme souple qui permet une expérimentation picturale systématique. Il est écrit en Fortran pour ordinateur de grande capacité relié à un écran de visualisation et à un traceur ». L'outil informatique permet la gestion d'un nombre important d'informations et démultiplie ainsi les possibilités artistiques mais il ne signifie pas la perte d'intentionnalité. Le choix des formes, des couleurs, des supports et textures et la sélection finale des images... etc. relèvent de la volonté de l'artiste et de sa sensibilité,,.
Toujours en 1976, elle a sa première exposition personnelle à Londres, à la Galerie de l’École Polytechnique, ce qui met fin à son rejet du monde artistique.
Elle co-fonde en 1980 le Centre de recherche expérimentale et informatique des arts visuels à l'université de Paris-I, et y est chargée de cours.
Au début des années 1990, elle crée le programme « Resauto ». Elle dessine d’abord des images avec une totale liberté de composition, de matériaux et de formes. Puis elle utilise l’ordinateur pour qu’il fabrique des variations à partir des images de départ. Elle en choisit alors certaines qu'elle peint à la main sur toile ou sur papier ou sérigraphie.
Véra Molnár utilise divers matériaux et supports, elle dessine, colle, peint, conçoit des sculptures, programme, photographie, réalise des installations, des estampes, des livres d’artiste (les livrimages) et un Journal intime (1976-2020) d’ordre plastique en vingt-deux volumes de presque 5 000 pages.
En 2022, elle fait don à la bibliothèque de l’Institut national d’histoire de l’art de 272 estampes, 2 portfolios et 12 maquettes préparatoires.
« Ses œuvres des années 1950 sont aujourd'hui recherchées, car elles posent les bases intellectuelles de sa démarche avec l’ordinateur à la fin des années 1960 », indique quelques décennies plus tard le galeriste Florent Paumelle. 
Véra Molnár vit et travaille à Paris. Elle est représentée, entre autres, par les galeries Oniris à Rennes, Berthet-Aittouarès à Paris, DAM à Berlin, Senior & Shopmaker à New York.

## Prix
- 2018 : Prix d'honneur AWARE[16], ex-aequo à l’unanimité du jury avec Nil Yalter.

## Expositions

### Expositions de groupe (sélection)
- 2013 : Dynamo (Serge Lemoine et Matthieu Poirier), Grand Palais, Paris
- 2013 : Une brève histoire des lignes (Hélène Guenin et Christian Briend), Centre Pompidou-Metz[17]
- 2012 : Erre, variations labyrinthiques, Centre Pompidou-Metz
- 2010 : Chef-d’œuvre, Centre Pompidou-Metz, On line : Through the XXth Century, MOMA, Museum of Modern Art, New York
- 2004 : exposition rétrospective / musée Wilhelm-Hack, Ludwigshafen (All) + Fondation Salomon pour l’Art contemporain / Alex (avec Julije Knifer)
- 1995 : expo [211], galerie Oniris, Rennes (avec Morellet + Knifer)

### Expositions personnelles

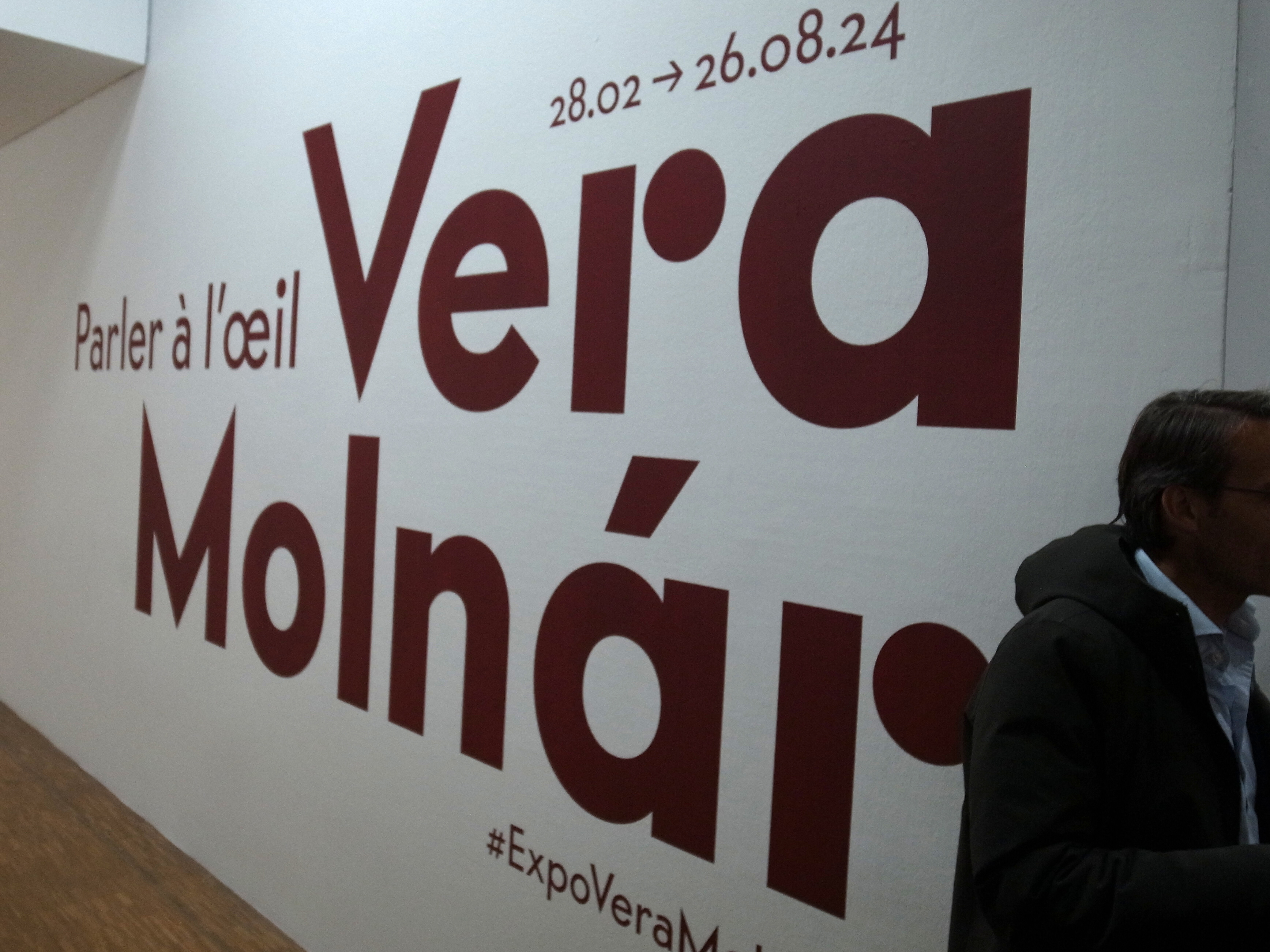
Exposition Parler à l'œil au Centre Pompidou (février-août 2024).

- 2024 : Parler à l'œil. Centre Pompidou, Paris
- 2021 : Pas froid aux yeux. Musée des beaux-arts de Rennes
- 2016 : "1 % de désordre ou la vulnérabilité de l'angle droit"[18], galerie Berthet-Aittouarès, Paris
- 2015 : Museum Haus Konstruktiv, Zurich
- 2014 : « Mes 90 ans à La Ligne », galerie La Ligne, Zurich
- 2014 : Museum für Konkrete Kunst, Ingolstadt
- 2013 : Vera Molnár, Tremblement, Cneai, Centre National Edition Art Image, Chatou
- 2012 : Vera Molnár, Kunsthaus Rehau, Institut für konstruktive kunst und konkrete poesie, Rehau (Allemagne), Vera Molnár, une rétrospective 1942-2012, musée des beaux-arts de Rouen, One percent disorder, Kepes Központ, Eger, Hongrie
- 2012 : Rétrospective 1942/2012, musée des beaux-arts, Rouen
- 2012 : centre d'art contemporain de Saint-Pierre-de-Varengeville
- 2011 : 86 (Part III), galerie Torri, Paris
- 2010 : Entre les lignes, avec MCB Adde, galerie La Ligne, Zurich
- 2010 : Vera Molnár/Cézanne, Museum of Fine Arts, Budapest, Tourner en rond, galerie Cour Carrée, Paris, Variations Ste-Victoire, musée des beaux-arts, Budapest, Hungary, 60 ans de carrés, galerie Oniris, Rennes
- 2009 : Perspectives et variations, FRAC Lorraine, Metz
- 2008 : Digital Art Museum, Berlin
- 2008 : Museum Vasarely, avec François Morellet, Budapest
- 2008 : Hommage à Paul Klee, galerie La Ligne, Zurich
- 2008 : Pliages, tableaux, dessins, galerie März, Mannheim, The early beginnings-Vera Molnár, DAM Berlin, Hommage à Dürer (avec François Morellet), musée Vasarely, Budapest, Hommage à Paul Klee, galerie La Ligne, Zurich, Hommage à Dürer, variations (avec François Morellet), musée de Paks
- 2007 : Car je n’aime pas la couleur verte, musée des beaux-arts de Rouen, Vers l’épure, galerie Cour Carrée, Paris, M…, galerie Oniris, Rennes, Lignes, galerie März, Ladenburg
- 2006 : Parallèles (avec MCBA), galerie La Ligne, Zurich, Tableaux et séries, März Galerien, Ladenburg, Vera Molnár, Études et multiples, März Galerien, Mannheim, De monotonie, symétrie, surprise, Kunsthalle, Brème
- 2005 : Droites et courbes, galerie Cour Carrée, Paris, Vera Molnár, galerie Charpa, Valence, Signes et signatures, galerie Oniris, Rennes, Vera Molnár et Marta Pan, Thèmes et variations, musée des beaux-arts de Brest
- 2004 : Vera Molnár/Julije Knifer, Lignes et méandres, fondation Claudine et Jean-Marc Salomon, Alex, Grecques, après tremblement de terre, artothèque d’Auxerre, M, comme Malevitch und andere Buchstabenbilder, März Galerien, Mannheim, Vera Molnár Als das Quadrat noch ein Quadrat war, rétrospective pour le 80e anniversaire, musée Wilhelm-Hack, Ludwigshafen, Dessins, Sala do Risco, Lisbonne
- 2003 : Hasards canalizes, Gutmann Galéria, Budapest, Vera Molnár, musée municipal, Györ, Dessins, März Galerien, Mannheim
- 2002 : Vera Molnár, Espace Fanal, Bâle, Variations, Galerie Oniris, Rennes, Tableaux, März Galerien, Ladenburg, Hasards prémédités, galerie Cour Carrée, Paris
- 2002 : premier One-Man-Show à la FIAC Paris, stand Oniris
- 2001 : Des chemins sinueux, März Galerien, Mannheim, Fragments de Méandres, Institut culturel hongrois, Stuttgart, Peintures, collages, dessins, musée de Grenoble, Entre droites et courbes, galerie Emilia Suciu, Ettlingen, reConnaître – Vera Molnár, musée de Grenoble
- 2000 : Lignes-Œuvres récentes, galerie Oniris, Rennes, Au crayon, à la plume, au pinceau, à l’ordinateur, Centre d’art contemporain Bouvet-Ladubay, Saumur, Computerzeichnungen Galerie, St. Johann, Saarbrücken, Lettres de ma mère, Centre d’art CAMAC de Marnay-sur-Seine, Promenade à Ladenburg, exposition + installation, März Galerien, Ladenburg
- 1999 : Une visite guidée à travers mon cerveau, Espace Gustave-Fayet, Sérignan, Inventaire – Hommage au 75e anniversaire de Vera Molnár, März Galerien, Ladenburg, Extrait de 100 000 milliards de lignes, Le Crédac, Ivry-sur-Seine, Réflexions contemporaines (avec Françoise Malaprade), galerie Cour Carrée, Nancy
- 1998 : Sensibilité numérique – 1957-97, Vismara Arte, Milan, Sculptures, dessins (avec Marta Pan), Espace de Luynes, Chevreuse, Vera Molnár, Manfred Mohr, galerie Lahumière, Paris
- 1997 : Peintures 1966-1996, galerie Oniris, Rennes, Salon Liszt : Lettres de ma mère, Institut hongrois, Paris, Tango, Château Bouchemaine
- 1996 : Lettres de ma mère, Galerie ITS.ART.IST, La Hulpe, Pink und Rouge, März Galerien, Ladenburg, Tango, musée d'art et d'histoire, Cholet, 4 Livrimages, école des beaux-arts, Valenciennes, Ligne, musée Ernst, Budapest
- 1995 : De l’Esprit à l’Œuvre (dans le cadre de « La science en fête »), musée d'art et d'histoire, Cholet, Tableaux (avec François Morellet), März Galerien, Mannheim
- 1994 : Tableaux, dessins, März Galerien, Mannheim + Ladenburg, Ordres et (Des)ordres, musée Wilhelm-Hack, Ludwigshafen, Géométrie du plaisir, Gesellschaft für Kunst und Gestaltung, Bonn, Multiples, März Galerien, Mannheim, De Sommaire 1992-93, März Galerien, Mannheim + Ladenburg
- 1993 : La Quadrature de l’art (avec G. Honegger), cloître du CRDP Poitou-Charentes, Poitiers
- 1992 : Travaux anciens, galerie St. Johann, Saarbrücken
- 1991 : 9 Quadrate – Zeichnungen, Collagen Bilder Gesellschaft für Kunst und Gestaltung, Bonn
- 1990 : musée d'art moderne d'Ottendorf, Studio A, De Galerie St. Johann, Saarbrücken, Lignes, Formes, Couleurs, musée Vasarely, Budapest, Stiftung für konkrete Kunst, Reutligen
- 1979 : première exposition personnelle en France : Atelier de recherche esthétique (petits formats) et église du Saint-Sépulcre (grands formats), Caen

#### Ouvrage général
- Élisabeth Védrenne et Valérie de Maulmin, Les Pionnières : dans les ateliers des femmes artistes du XXe siècle, photographies de Catherine Panchout, Paris, Somogy éditions d'art, 2018  (ISBN 978-2-7572-1305-6) Avec Etel Adnan, Geneviève Asse, Pierrette Bloch, Geneviève Claisse, Parvine Curie, Sheila Hicks, Shirley Jaffe, Vera Molnár, Aurélie Nemours, Marta Pan et Judit Reigl.

#### Sur Vera Molnár
- Vincent Baby, Le système Molnar : (1946-1976), thèse de doctorat en Histoire de l'art soutenue en 2003 à l'Université Paris IV, sous la direction de Serge Lemoine.
- Vincent Baby, Serge Lemoine, Vera Molnár, RMN, 2001
- (de + fr) Vera Molnár, Linde Hollinger et Vincent Baby, Vera Molnár : Inventar 1946-2003 - inventaire 1946-2003, Ladenburg, Ladenburg : Preysing, 2004, 556 p. (ISBN 978-3-9806968-5-2)
- Sylvain Amic, Vincent Baby, Vera Molnár, Une rétrospective, musée des beaux-arts de Rouen, Bernard Chauveau Éditeur, Paris, 2012
- Véra Molnar, plaisir de géométrie, un film documentaire de Laszlo Horvath, une coproduction Pyramide Production et Images Plus Vosges Télévision, 2011.
- Caroline Joubert et Laurent Salomé, Véra Molnar : une Ligne, Bernard Chauveau, 2 juin 2018 (ISBN 978-2363062505)
- Vincent Baby, Francesca Franco, Véra Molnar (Avec la contribution de), Fabienne Grasser-Fulchéri (Avec la contribution de) et Jean-Roch Bouiller (Avec la contribution de), Véra Molnar : Pas froid aux yeux, Couleurs contemporaines, 17 avril 2021 (ISBN 978-2363063021)

### Archives
- Fonds Vera Molnar (1976-2020) [22 cahiers].  Cote : MOL 1 - 22. Paris : Bibliothèque Kandinsky, Centre Pompidou (présentation en ligne).